# Mix FM Campina Grande
Mix FM Campina Grande é uma emissora de rádio brasileira sediada e outorgada em Campina Grande, PB. Opera no dial FM, na frequência 104.7 MHz. A sua torre de transmissão e seu transmissor estão localizados na Rua Antônio de Alves de Lima, 123 - Jardim Continental atrás da sede da TV Paraíba no mesmo lugar estão os transmissores da TV Maior e TV Correio.

## História
A sua concessão é originada do dial AM, na frequência 1420 kHz, sendo que nunca entrou em operação em ondas médias, ainda que tenha sido autorizada a operar desde 2004 por meio de outorga. Sendo pertencente a Sistema Correio de Comunicação e atua com afiliada da Mix FM.
No dia 31 de julho de 2019, a emissora liga o seu transmissor em fase de testes, depois de 15 dias de expectativa, a emissora estreou às 12 horas de 15 de agosto de 2019,
Os locutores atuais da Mix FM Campina são Cid Júnior e Rodrigo Benson que vieram da Hits FM Recife e  que foi afiliada da Mix FM entre (2009-2017) a supervisão artística e de programação é de Cid Júnior que já foi também locutor da Mix FM João Pessoa e Mix FM Recife e com passagem em diversas rádios de Pernambuco, Ceará e Paraíba.

Logotipo da Mix FM Campina Grande, entre 2019 e 2022, quando operava em 105.9 MHz

Em 2021, o Sistema Correio pediu o aumento de potência da emissora, na qual, em consulta pública revelada no mês de setembro divulgou que ela passaria de classe C para B1 e com mudança de frequência, justamente atendendo o pedido dos ouvintes que desde do inicio das atividades reclamavam da falta de sinal em algumas localidades de Campina Grande e cidades vizinhas.
Inicialmente, a mudança para 104.7 FM, estava marcada para 5 de janeiro de 2022, mas devido a questões técnicas foi adiado para dia 12 de janeiro.
Na noite do dia 11 de janeiro de 2022, a Mix FM Campina fez a troca de frequência saindo da 105.9 FM e indo para 104.7 FM.